# Fire Maidens from Outer Space
Pour plus de détails, voir Fiche technique et Distribution.
Fire Maidens from Outer Space (aux USA : Fire Maidens of Outer Space) est un film de science-fiction britannique réalisé par Cy Roth et sorti en 1956.

## Synopsis
Une mission spatiale atterrit par erreur sur la treizième lune de Jupiter, et se retrouve face à un vieil homme et ses 15 filles, toutes en attente d'un conjoint, mais protégées par un monstre.

## Fiche technique
Sauf indication contraire, les informations mentionnées dans cette section peuvent être confirmées par la base de données cinématographiques IMDb,  présente dans la section « Liens externes ».
- Titre : Fire Maidens of Outer Space
- Réalisation : Cy Roth
- Scénario : Cy Roth d'après son sujet
- Photographie : Ian D. Struthers
- Montage : Lito Carruthers, sous le nom d'A.C.T. Clair
- Pays d'origine : Royaume-Uni
- Langue originale : anglais
- Genre : Science-fiction
- Durée :  80 minutes
- Dates de sortie : Royaume-Uni : juillet 1956

## Distribution
- Anthony Dexter : Luther Bair
- Susan Shaw : Hestia
- Paul Carpenter : Capitaine Larson
- Jacqueline Curtis : Duessa
- Harry Fowler : Stanley Stanhope